# Meret Felde
Meret Felde (Neumünster, 10 juli 1999) (geboren als Meret Wittje) is een voetbalspeelster uit Duitsland. Ze speelt als verdediger voor SC Freiburg in de Bundesliga.

## Clubcarrière
Felde begon met voetballen bij FC Krogaspe, een club uit Krogaspe in het Kreis Rendsburg-Eckernförde. Daarna speelde ze voor SV Tungendorf uit haar geboortestad en TuS Nortorf uit een stad ten noorden van Neumünster. In 2016 maakte Felde de overstap naar VfL Wolfsburg. Ze kwam tot 64 optredens in het tweede elftal van Die Wölfinnen in de Tweede Bundesliga. Op 28 augustus 2016 maakte Felde haar debuut voor de hoofdmacht van VfL Wolfsburg door in de basis te starten in een wedstrijd tegen FSV Gütersloh 2009. Ze wist haar eerste doelpunt te maken in een 2-1 uitoverwinning op SV Meppen. Vanaf het seizoen 2017/18 maakte Felde onderdeel uit van het eerste elftal van VfL Wolfsburg. Verder dan een optreden in de DFB Pokal kwam ze niet.
In het seizoen 2019/20 maakte Felde de overstap naar competitiegenoot SC Freiburg. Hier wist ze wel uit te groeien tot vaste waarde. In september 2023 maakte SC Freiburg bekend dat Felde zwanger was. Op 3 november 2024 keerde ze in een met 3-0 verloren uitwedstrijd tegen haar oude club VfL Wolfsburg terug, zo'n 17 maanden na haar laatste wedstrijd. In juni 2025 verlengde Felde haar contract bij SC Freiburg.

## Statistieken
| Seizoen | Club        | Land      | Competitie | Wedstrijden | Doelpunten |
| ------- | ----------- | --------- | ---------- | ----------- | ---------- |
| 2019/20 | SC Freiburg | Duitsland | Bundesliga | 11          | 1          |
| 2020/21 | SC Freiburg | Duitsland | Bundesliga | 18          | 0          |
| 2021/22 | SC Freiburg | Duitsland | Bundesliga | 21          | 0          |
| 2022/23 | SC Freiburg | Duitsland | Bundesliga | 21          | 0          |
| 2024/25 | SC Freiburg | Duitsland | Bundesliga | 16          | 0          |
| Totaal  | Totaal      | Totaal    | Totaal     | 87          | 1          |

Laatste update: 12 juni 2025

## Interlandcarrière
Felde nam als jeugdinternational van Duitsland -19 deel aan het EK 2018 in Zwitserland. Ze haalde met haar land de finale. Deze ging met 1-0 verloren tegen Spanje.